# Ma Normandie
Ma Normandie és l'himne nacional oficiós de Jersey, una dependència de la Corona Britànica a les Illes Anglonormandes. Fou escrit i compost per Frédéric Bérat el 1836. La cançó va ser un succés a França i els primer trenta anys se'n van vendre més d'un milió d'exemplars.
Jersey és històricament part del Ducat de Normandia, i el francès hi ha estat durant segles la llengua administrativa, on els habitants han parlat tradicionalment una varietat dialectal del normand, una llengua d'oïl.
Encara que es toca Ma Normandie per Jersey als Jocs de la Commonwealth, als Jocs de les Illes i altres esdeveniments internacionals el fet que la cançó fa més referència a França que no pas a Jersey ha provocat força polèmica. El 2007 els Estats de Jersey van organitzar un concurs per triar un nou himne, que va ser guanyat per l'himne «Island Home», en jerseiès «Isle de Siez Nous» compost pel violoncel·lista Gerard le Feuvre.
Ma Normandie també es fa servir, encara que no oficialment, com a himne de Normandia.
| «                       | Ma Normandie Quand tout renait a l'espérance, Et que l'hiver fuit loin de nous, Sous le beau ciel de notre France, Quand le soleil revient plus doux, Quand la nature est reverdie, Quand l'hirondelle est de retour, J'aime à revoir ma Normandie, C'est le pays qui m'a donné le jour. J'ai vu les champs de l'Helvétie, Et ses chalets et ses glaciers, J'ai vu le ciel de l'Italie, Et Venise et ses gondeliers. En saluant chaque patrie, Je me disais aucun séjour N'est plus beau que ma Normandie, C'est le pays qui m'a donné le jour. Il est un âge dans la vie, Ou chaque rêve doit finir, Un âge ou l'âme recueillie A besoin de se souvenir. Lorsque ma muse refroidie Vers le passé fera retour, J'irai revoir ma Normandie, C'est le pays qui m'a donné le jour. | - Quan tot reneix en esperança I l'hivern marxa lluny de nosaltres, sota el bell cel de França, Quan el sol torna gentil, quan la natura esdevé verda altre c op, quan les orenetes tornen, m'agrada veure un altre cop la meva Normandia, és el país on veig veure la llum del dia. He vist el camps d'Helvècia, els seus pobles i les seves geleres, He vist el cel d'Itàlia, i Venècia i els seus gondolers. saludant cada pàtria, m'he dit que no hi sóc enlloc com en la meva Normandia, és el país on veig veure la llum del dia. Arriba un temps a la vida, quan cada somni pot acabar, un temps on l'esperit tranquil li cal recordar. quan la meva musa estimada mostra el camí cap el passat, veuré un altre cop la meva Normandia, és el país on veig veure la llum del dia. | » |
| — Frédéric Bérat (1836) | | |   |